# Mariée berbère
Mariée berbère (Novia bereber) est une aquarelle peinte par l'artiste catalan Josep Tapiró i Baró (1836-1913) réalisée vers 1896, mesurant 688 mm de haut sur 476 mm de large, aujourd'hui conservée au musée national d'Art de Catalogne.

## Parcours de l'aquarelle
Josep Tapiró i Baró peint cette aquarelle à Tanger vers 1896. Elle connait un succès à Londres où elle est montrée au prince de Galles en juillet 1883. Le collectionneur  Ferran Miró l'achète le mois suivant. L'aquarelle est léguée par les héritiers du collectionneur en 1948 au musée national d'Art de Catalogne,.